# Collège ouest africain des chirurgiens
Le Collège ouest africain des chirurgiens (West African College of Surgeons, WASC) est une organisation professionnelle qui promeut l'éducation, la formation, les examens et la recherche en chirurgie en Afrique. Le collège est le premier organisme à organiser une formation surspécialisée en chirurgie dans la région. Il délivre un diplôme de boursier en chirurgie et est l'un des deux organismes qui accréditent les établissements pour former des résidents en chirurgie dans les pays membres.  

## Histoire
L'Association des chirurgiens d'Afrique de l'Ouest (Association of Surgeons of West Africa, ASWA) a été créée afin que les chirurgiens ouest-africains puissent discuter des défis uniques auxquels ils sont confrontés et favoriser la coopération entre la première génération de chirurgiens formés à l'étranger de la région. Tout a commencé avec 15 représentants dans les domaines de la chirurgie générale, de l'anesthésie, de l'otorhinolaryngologie, de l'obstétrique et de la gynécologie. La première réunion du conseil a eu lieu à l'université d'Ibadan le 3 décembre 1960. L'université a accueilli la première conférence du collège l'année suivante.  
En 1969, l'ASWA a créé le West African College of Surgeons dans le but d'offrir des possibilités de formation chirurgicale de troisième cycle. Le Collège devait coexister avec l'Association des chirurgiens de l'Afrique de l'Ouest. En 1973, l'Association des chirurgiens de l'Afrique de l'Ouest a été dissoute et ses fonds et responsabilités ont été transférés au Collège ouest-africain des chirurgiens. En janvier 1975, l'organisation est devenue un collège constitutif du tout nouveau Collège médical ouest-africain (WAPMC). L'institution sœur du West African College of Surgeons est le Collège ouest africain des médecins.  
Les pays membres de WACS ne sont pas limités à la région de l'Afrique de l'Ouest, l'Angola, le Cameroun et le Congo qui sont considérés comme étant en dehors de la région ont été affiliés à l'organisation.  

### Examens
Le calendrier de l'attribution d'une bourse dans l'une des facultés prenait généralement une période de 4 à 6 ans selon la disponibilité des enseignants et le choix de la spécialité. Le programme est divisé en parties I et II. L'examen de la partie I est effectué après deux ans d'entrée dans le programme et la fin de la formation en rotation dans la plupart des disciplines de la chirurgie et dans les établissements accrédités. Le deuxième examen a lieu deux ans après le premier examen lorsque le candidat a choisi une spécialité.  

## Facultés
Le collège comprend sept facultés :  
- Anesthésie
- Chirurgie dentaire
- Obstétrique et gynécologie
- Ophtalmologie
- Oto-rhino-laryngologie
- Radiologie
- Chirurgie.